# Monschauer Landstraße (Düren)

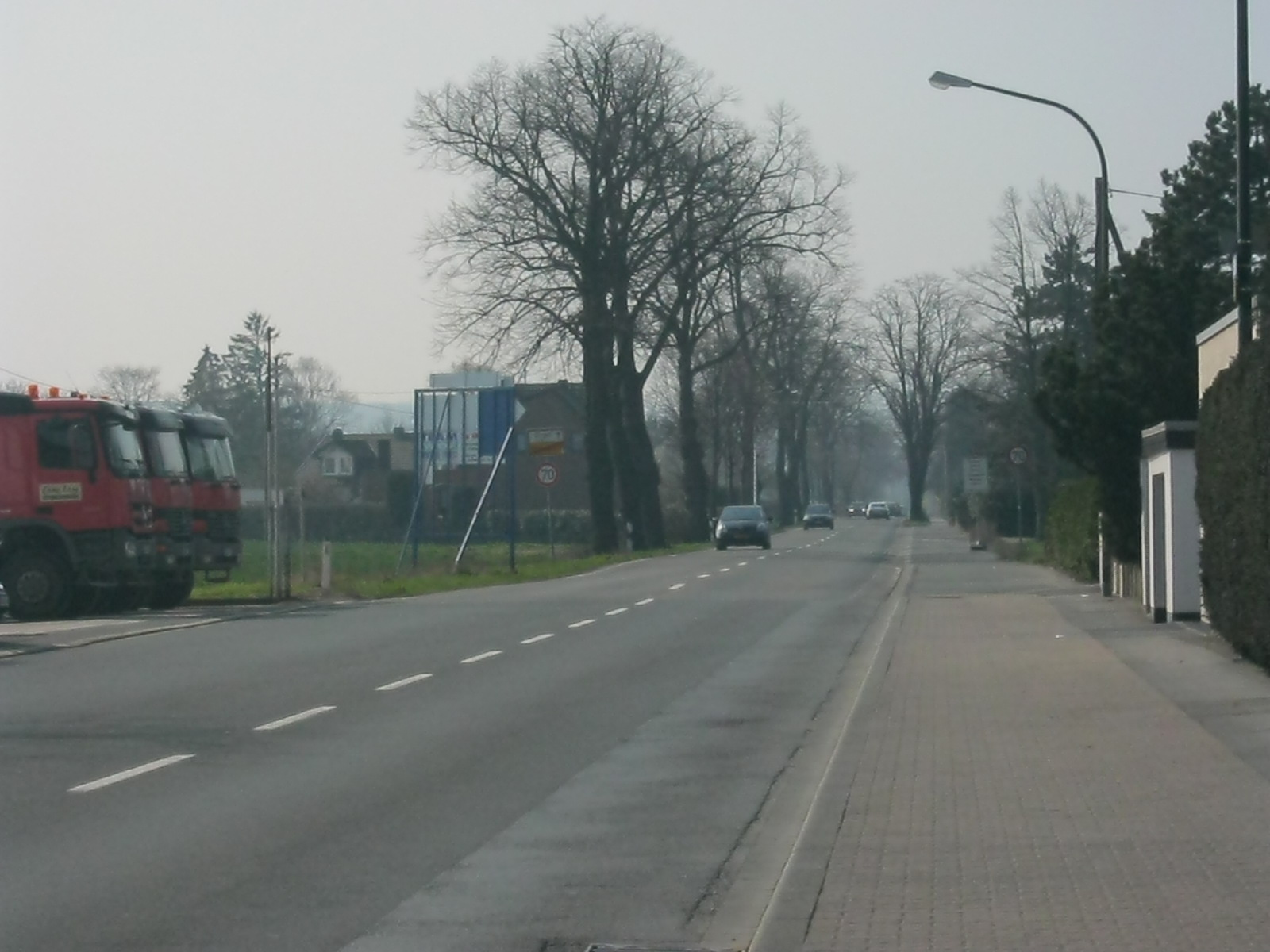
Die Monschauer Landstraße ortsauswärts

Die Monschauer Landstraße in Düren, Nordrhein-Westfalen, ist eine historische Hauptverkehrsstraße.
Die Monschauer Landstraße beginnt ortsauswärte im Dürener Stadtteil Rölsdorf an der Kreuzung Bahnstraße / Monschauer Straße / Lendersdorfer Straße. Sie ist als Bundesstraße 399 klassifiziert, streift den südlichen Ortsrand von Birgel und endet an der Stadtgrenze zu Gey. Die B 399 führt weiter in die Nordeifel nach Monschau.

## Geschichte
1779 wurde der Bau der Verbindungsstraße Düren-Monschau beschlossen und 1782 vollendet. Am 5. Juni 1792 erhielt diese Strecke die erste Postverbindung, und am 16. November 1852 wurde eine vierspännige und viersitzige Personenpost eingerichtet.
Über die Monschauer Landstraße, die Monschauer Straße, die Johannesbrücke und die Aachener Straße drangen am 15. Februar 1945 die amerikanischen Truppen in Düren ein.